# Ryan Roslansky

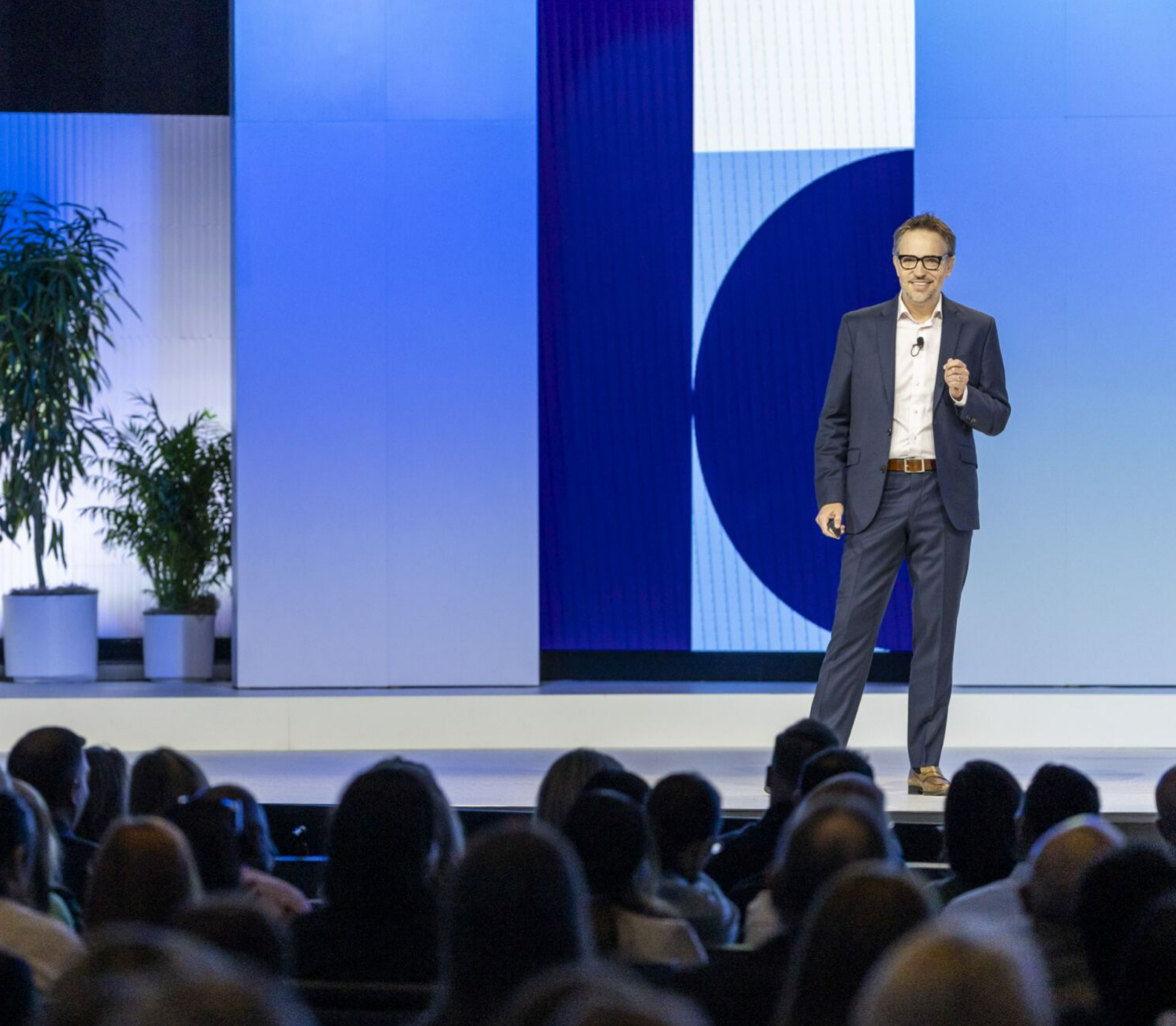
Ryan Rolansky (2023)

Ryan Roslansky (* 4. Dezember 1977 in South Lake Tahoe, Kalifornien) ist ein US-amerikanischer Unternehmer. Er ist derzeit CEO des sozialen Netzwerks LinkedIn.

## Leben und Wirken
Roslansky hatte während seiner Collegezeit bereits mit Freunden das Unternehmen Housing Media gegründet. 1999 wurde das Unternehmen durch USHousing.com übernommen. Er wechselte zu Yahoo! und traf dort auf Jeff Weiner. 2009 folgte Roslansky Weiner zu LinkedIn. Er war in unterschiedlichen Funktionen und Produktsparten von LinkedIn tätig. Ihm wird der Erfolg von LinkedIn zugeschrieben. 2015 war er einer der treibenden Kräfte bei dem Erwerb von Lynda.com durch LinkedIn. 2020 löste er Weiner dort als CEO ab.

## Privates
Roslansky ist mit einer Lehrerin verheiratet und hat mit ihr drei Töchter.